# Akalat à tête noire
Illadopsis cleaveri
Espèce
Statut de conservation UICN

 LC  : Préoccupation mineure
L’Akalat à tête noire (Illadopsis cleaveri) est une espèce de passereaux de la famille des Pellorneidae.

## Répartition
Son aire s'étend à travers les régions du pourtour du golfe de Guinée (y compris à Bioko).

## Habitat
Il habite les forêts humides tropicales et subtropicales.